# 卢卡斯·布鲁克
卢卡斯·布鲁克（德語：Lukas Brucker；1977年—）是奥地利的一位政治人物，奥地利自由党成员，他是维也纳市议会议员。

## 简历
他在维也纳市自由党新闻办公室（处）工作，2005年转任奥地利未来联盟国民议会俱乐部（党团）新闻发言人。也在维也纳市未来联盟议会俱乐部工作。2006年7月至2013年升任党新闻科员。2017年1月重返政界，担任自由党国民议会俱乐部社交媒体负责人，2024年调任维也纳市自由党新闻发言人兼党专职书记。